# Kirk-Gletscher
Der Kirk-Gletscher ist ein Gletscher im ostantarktischen Viktorialand. In den Admiralitätsbergen fließt er in südöstlicher Richtung entlang der Südseite des Fischer Ridge und mündet in den Ironside-Gletscher. 
Der United States Geological Survey kartierte ihn anhand eigener Vermessungen und Luftaufnahmen der United States Navy aus den Jahren von 1960 bis 1964. Das Advisory Committee on Antarctic Names benannte ihn 1970 nach Edward Kirk, Bevollmächtigter der US Navy auf der McMurdo-Station im Jahr 1967.